# Sydney Football Stadium (1988)
O Sydney Football Stadium (comercialmente Allianz Stadium) foi um estádio localizado em Sydney, Austrália. Era utilizado para jogos de rugby (pelo Waratahs), rugby league (alguns times de Sydney realizam clássicos no estádio) e futebol (pelo Sydney FC).

## História
Inaugurado em 1988 como Sydney Football Stadium, tem capacidade para 45.509 torcedores, tendo sido o maior e mais moderno estádio localizado na cidade de Sydney por onze anos, entre 1988 e 1999, quando foi inaugurado o ANZ Stadium. Recebeu muitas competições nacionais e internacionais de rugby, mas com o Telstra Stadium, tem sido deixado de lado. Uma saída para evitar que o estádio se transformasse num "elefante branco" foi o uso para partidas de futebol, como os jogos da Seleção Australiana de Futebol nas Eliminatórias para a Copa da Ásia. Foi utilizado nos Jogos Olímpicos de Verão de 2000.
Alguns jogos de rugby ainda são disputadas no Aussie Stadium, que tem projetos para uma ampliação para 45.500 lugares. O nome vem de uma empresa que adquiriu, em 2002, os direitos ao nome do estádio por 5 anos.
Em 2012, a companhia de seguros Allianz adquiriu os direitos de nome do estádio, que passou a se chamar Allianz Stadium.
O governo de NSW anunciou planos em novembro de 2017 para o estádio ser demolido e reconstruído. O estádio foi fechado em outubro de 2018, com o último evento sendo um show de Michael Buble. A demolição começou no início de 2019, continuando após vários desafios legais e se tornando uma questão importante durante as eleições estaduais de 2019 em Nova Gales do Sul.
A construção do novo estádio começou em abril de 2020, com grandes perfurações começando no mês seguinte. O novo estádio recebeu alguns jogos da Copa do Mundo de Futebol Feminino de 2023.

## Links
- Site Oficial
- Foto por Satélite - Google Maps

1. ↑  Voss, Cameron (15 de abril de 2020). «Sydney Football Stadium construction commences». Austadiums. CV Media. Consultado em 29 de abril de 2020
2. ↑  Stonehouse, Greta (7 de maio de 2020). «Sydney stadium on track despite pandemic». The Canberra Times. Australian Community Media. Consultado em 7 de maio de 2020